# Хайна (остров)

Хайна и другие важные памятники классического периода.

Хайна (Jaina) — археологический памятник цивилизации майя на территории мексиканского штата Кампече. Хайна — это небольшой известняковый остров близ побережья п-ова Юкатан в Мексиканском заливе, где находился некрополь эпохи майя, знаменитый большим количеством найденных там керамических статуэток. По месту находки своеобразный стиль статуэток получил название «стиль Хайна».
Как на острове Хайна, так и на соседнем острове Пьедрас обнаружены небольшие поселения и городки. Остров Хайна был населён примерно с 300 г. н. э., и поселения на нём продолжали существовать до 1200 г., когда они были заброшены. Среди современных руин обнаружено две площади и стадион для игры в мяч.
Также обнаружено 20000 могил, из которых раскопано около 1000. Во всех могилах человеческие останки лежат вместе с изделиями из стекла, камня и керамикой, а также керамическими статуэтками.
Название некрополя, по-видимому, происходит от выражения на языке майя hail na, означающего «дом на воде». Большинство погребённых происходили, по-видимому, из городов Эцна, Ченес и Пуук.

## Галерея изображений

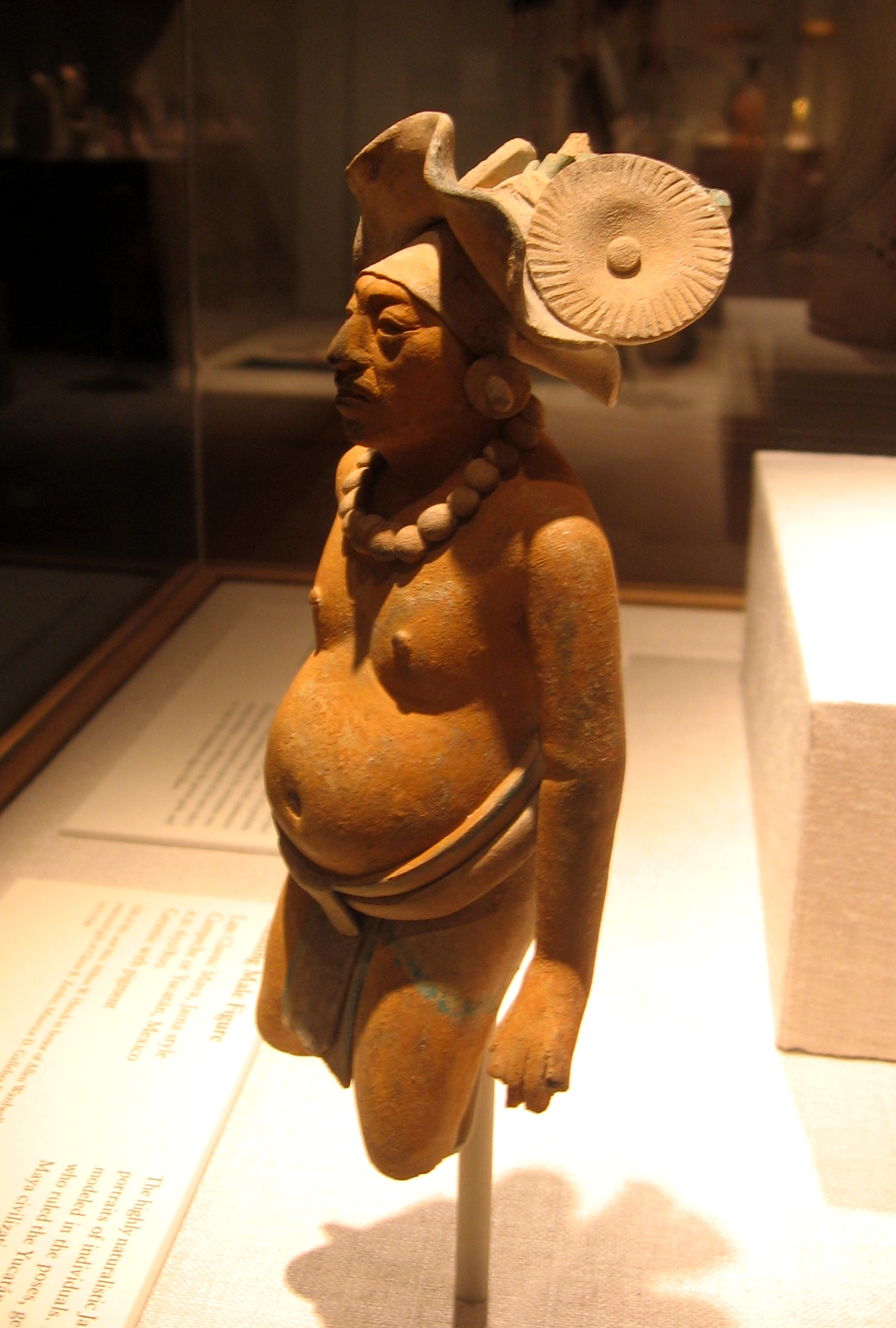
Статуэтка, 650—800 гг.
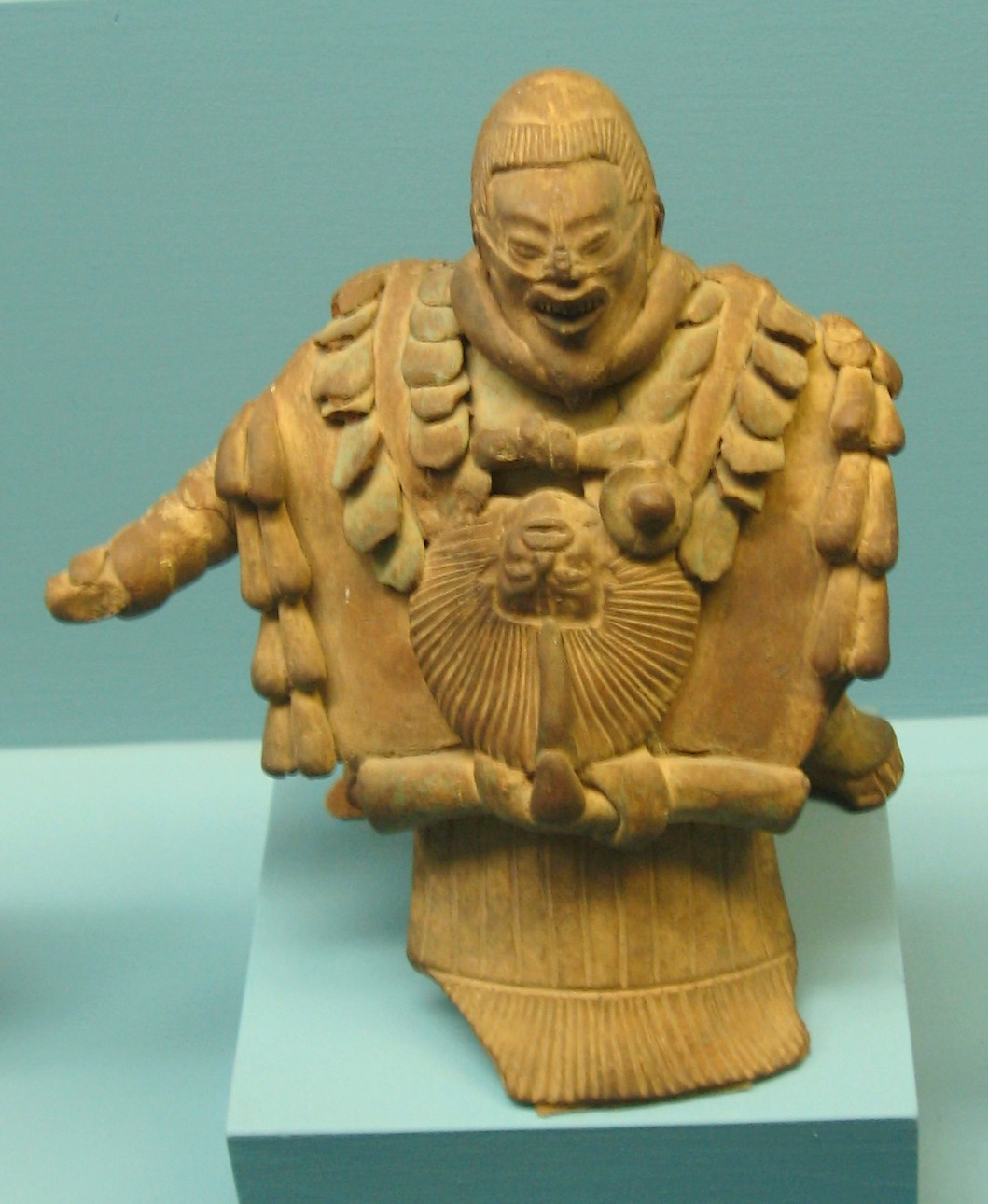
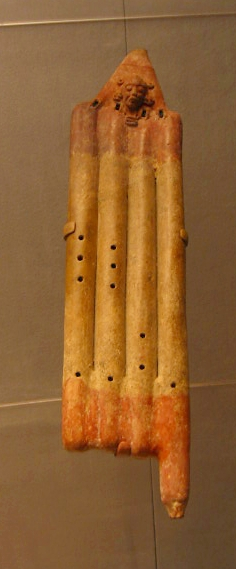
Керамическая флейта.
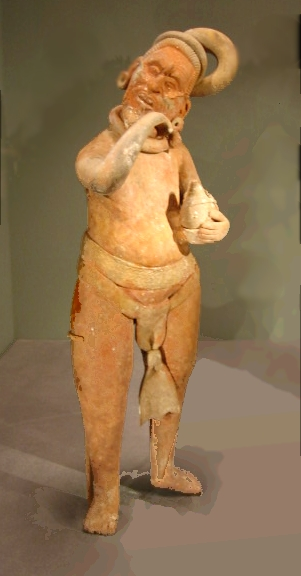
Статуэтка, изображающая пьяницу, 400 - 800.
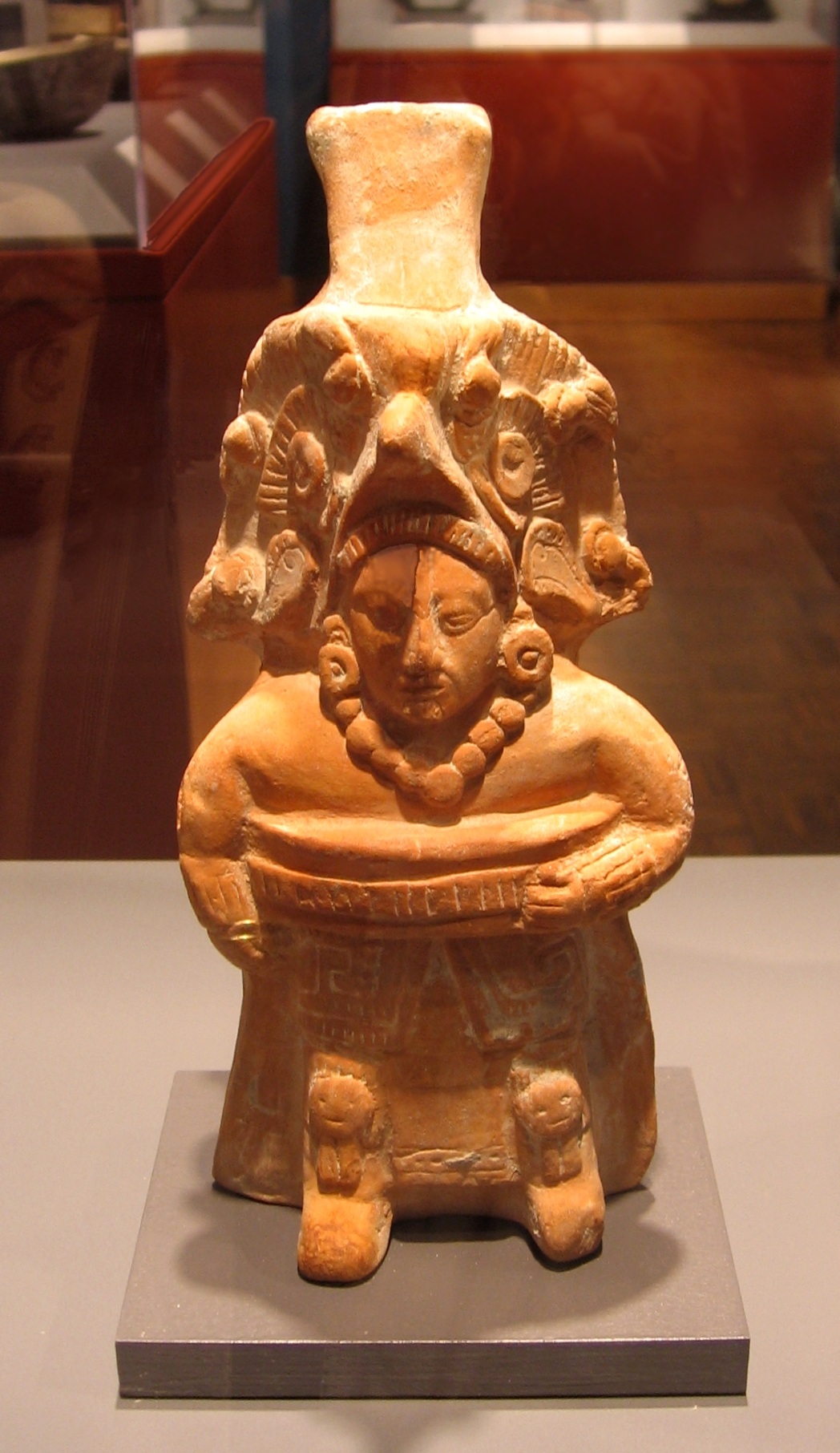
Игрок в тлачтли. 600 - 900.
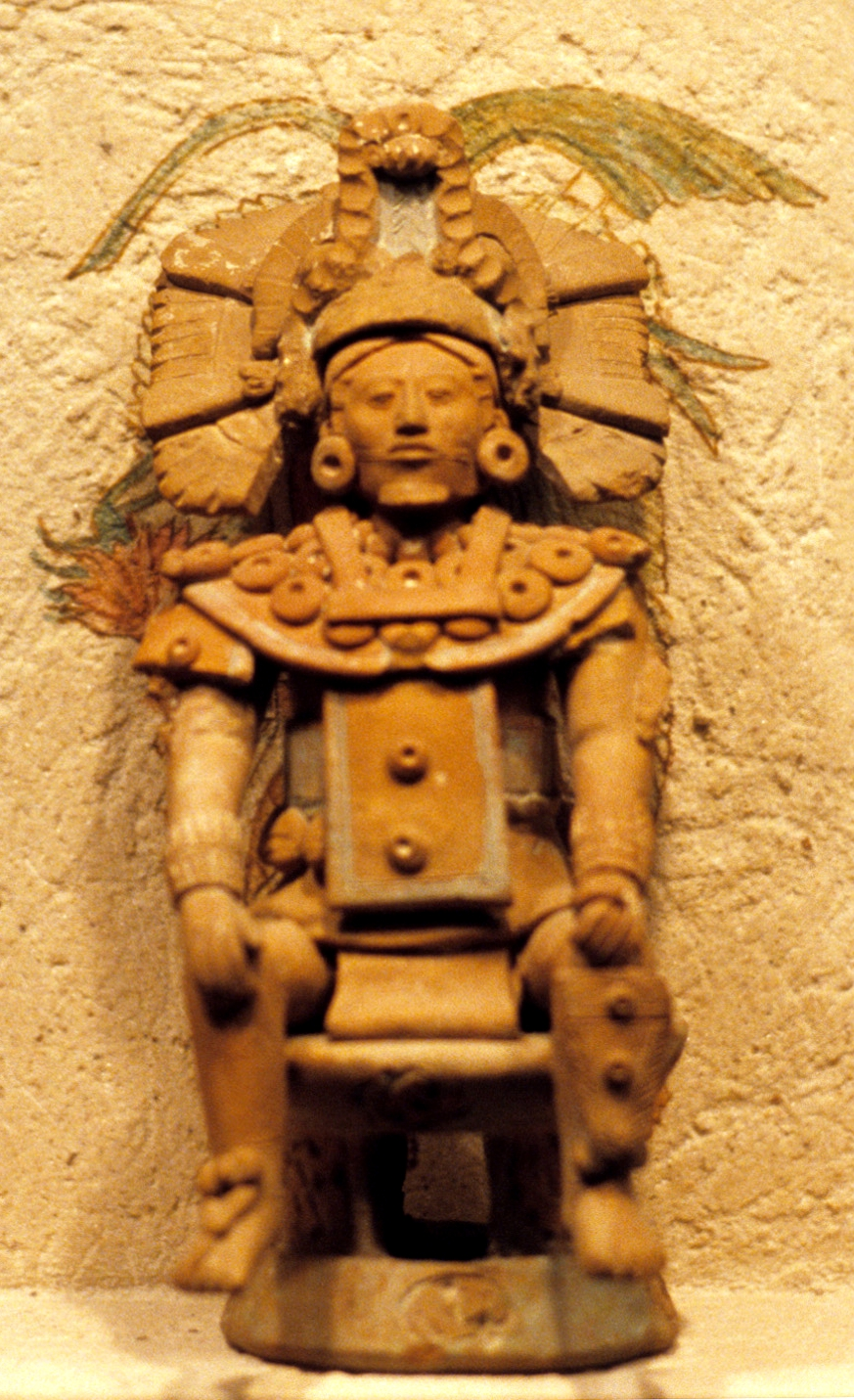
Статуэтка, изображающая человека.
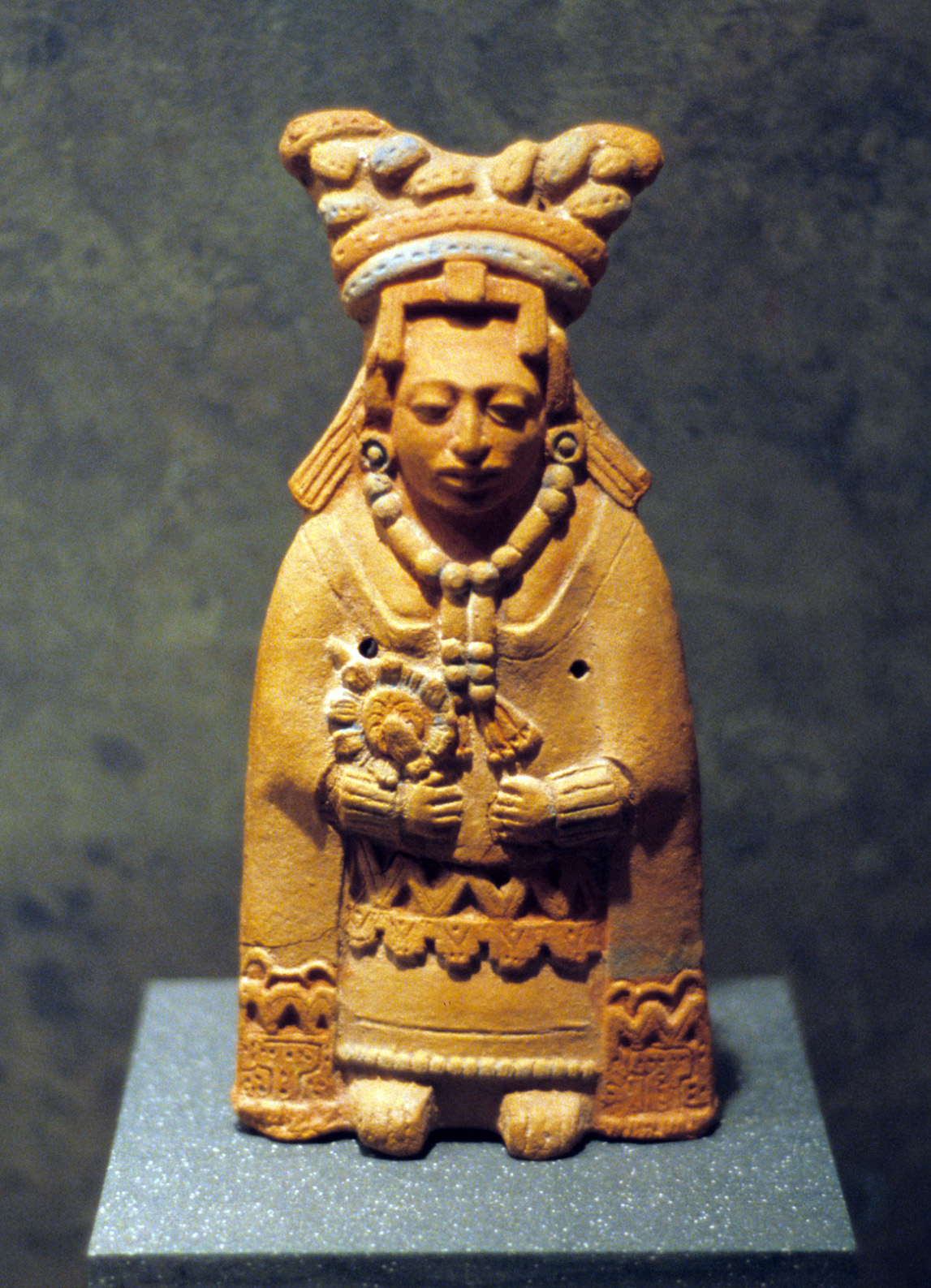
Статуэтка. изображающая женщину.